# Vicky Perec
Vicky Perec, właśc. Jicchak Perec (hebr. יצחק „ויקי” פרץ, ur. 11 lutego 1953 w Kefar Sawie, zm. 29 czerwca 2021 w Ramat Gan) – izraelski piłkarz grający na pozycji napastnika. W reprezentacji Izraela rozegrał 40 meczów i strzelił 14 goli.

## Kariera klubowa
Swoją karierę piłkarską Perec rozpoczął w klubie Maccabi Ramat Amidar. W 1969 roku awansował do pierwszego zespołu i w sezonie 1969/1970 zadebiutował w nim w drugiej lidze izraelskiej. W Maccabi występował do końca sezonu 1972/1973. Latem 1973 przeszedł do pierwszoligowego Maccabi Tel Awiw. W debiutanckim sezonie wywalczył z nim wicemistrzostwo Izraela. W sezonie 1976/1977 sięgnął z Maccabi po dublet – mistrzostwo oraz Puchar Izraela. Strzelając 17 goli w sezonie został najlepszym strzelcem izraelskiej ligi. W sezonie 1978/1979 ponownie został mistrzem Izraela.
W 1980 roku Perec odszedł francuskiego klubu RC Strasbourg. Przez dwa sezony strzelił 31 goli w rozgrywkach Division 1. Latem 1981 roku przeszedł ze Strasbourga do drugoligowego Stade Rennais. W sezonie 1982/1983 wywalczył z nim awans do pierwszej ligi.
W 1983 roku Perec wrócił do Maccabi Tel Awiw. Występował w nim do zakończenia sezonu 1984/1985. W sezonie 1985/1986 występował w innym klubie z Tel Awiwu, Szimszonie Tel Awiw. W sezonie 1986/1987 najpierw grał w Beitarze Netanja, a następnie w Hapoelu Lod. Od 1987 do 1991 roku grał w Maccabi Ha-Szikma Ramat Hen. W nim też zakończył swoją karierę.
| Sezon   | Klub                        | Kraj    | Rozgrywki   | Mecze | Bramki |
| ------- | --------------------------- | ------- | ----------- | ----- | ------ |
| 1969/70 | Maccabi Ramat Amidar        | Izrael  | Liga Alef   | 20    | 10     |
| 1970/71 | Maccabi Ramat Amidar        | Izrael  | Liga Alef   | 25    | 13     |
| 1971/72 | Maccabi Ramat Amidar        | Izrael  | Liga Alef   | 19    | 9      |
| 1972/73 | Maccabi Ramat Amidar        | Izrael  | Liga Alef   | 26    | 20     |
| 1973/74 | Maccabi Tel Awiw            | Izrael  | Liga Leumit | 26    | 6      |
| 1974/75 | Maccabi Tel Awiw            | Izrael  | Liga Leumit | 6     | 2      |
| 1975/76 | Maccabi Tel Awiw            | Izrael  | Liga Leumit | 22    | 5      |
| 1976/77 | Maccabi Tel Awiw            | Izrael  | Liga Leumit | 30    | 17     |
| 1977/78 | Maccabi Tel Awiw            | Izrael  | Liga Leumit | 26    | 10     |
| 1978/79 | Maccabi Tel Awiw            | Izrael  | Liga Leumit | 23    | 12     |
| 1979/80 | Maccabi Tel Awiw            | Izrael  | Liga Leumit | 27    | 6      |
| 1980/81 | RC Strasbourg               | Francja | Division 1  | 37    | 14     |
| 1981/82 | RC Strasbourg               | Francja | Division 1  | 34    | 13     |
| 1982/83 | Stade Rennais               | Francja | Division 1  | 33    | 17     |
| 1983/84 | Maccabi Tel Awiw            | Izrael  | Liga Leumit | 26    | 8      |
| 1984/85 | Maccabi Tel Awiw            | Izrael  | Liga Leumit | 11    | 1      |
| 1985/86 | Szimszon Tel Awiw           | Izrael  | Liga Leumit | 27    | 7      |
| 1986/87 | Beitar Netanja              | Izrael  | Liga Leumit | 5     | 0      |
| 1986/87 | Hapoel Lod                  | Izrael  | Liga Leumit | 21    | 7      |
| 1987/88 | Maccabi Ha-Szikma Ramat Hen | Izrael  | Liga Bet    | ?     | ?      |
| 1988/89 | Maccabi Ha-Szikma Ramat Hen | Izrael  | Liga Bet    | ?     | ?      |
| 1989/90 | Maccabi Ha-Szikma Ramat Hen | Izrael  | Liga Bet    | ?     | ?      |
| 1990/91 | Maccabi Ha-Szikma Ramat Hen | Izrael  | Liga Alef   | ?     | ?      |

## Kariera reprezentacyjna
W reprezentacji Izraela Perec zadebiutował 13 listopada 1973 roku w wygranym 3:1 towarzyskim meczu ze Stanami Zjednoczonymi, rozegranym w Tel Awiwie. W 9. minucie tego meczu strzelił swoją pierwszą bramkę w drużynie narodowej. W swojej karierze grał w eliminacjach do MŚ 1978 i do MŚ 1982. Od 1973 do 1983 roku rozegrał w kadrze narodowej 40 meczów, w których strzelił 14 goli.